# 河原佐武
河原佐武（日语：／ Kawaharu Sabu；1945年11月10日—），為日本廣島縣出身的男性演員，現隸屬於Horipro演藝公司。本名及舊藝名為「河原裕昌」。

## 簡介
於年少時期就讀廣島縣縣立國泰寺高等學校，但中途退學。在1965年進入東映的演技研修所、並成為劇團「劇團雲」的一員。1970年在松竹公司的電影《高校流浪派》中首次演出。
1975年因所屬的劇團雲鬧內部分裂、之後加入從劇團雲獨立出的團體「演劇集團 圓」。在此期間多擔任電視劇的反派角色或在日活電影公司的成人影片部門RomanPorno裡演出，後續因難忍收入不多的貧困生活因素而退團。從劇團離開後則開始接手較多的電影角色，之後在1988年第9屆橫濱電影節以《母娘監禁．牝》一片獲得男配角獎。
出道至今多在電影及各台電視劇中演出，並曾被動畫《小老鼠歷險記》的配樂負責人山下毅雄相中其嗓音，而請他演唱錄製動畫的開頭歌曲。
河原佐武本身擅長演奏吉它及游泳；且持有大卡車駕照。

## 作品

### 演出的電影及角色
- 高校流浪派（1970年）：加島
- 裸之十九歲（1970年）
- 高校無賴控 突進的村正（1973年）
- 幸福的黃手絹（1977年）
- 皇帝不在的八月（1978年）
- 拳銃殺陣師．第一部死鬥篇（1979年）：河田十兵衛
- 醫院坡血案（1979年）：五十嵐滋
- 海蝕洞海女（1979年）：野崎清一
- 護士日記．淘氣的手指（1979年）：吾郎
- 後仰的女人（1980年）：江島
- 已成慣的性感嘌呤（1981年）
- 女事務員．色情生活（1982年）：坂口
- 刑事物語（1982年）：三本木伸吉
- 性的犯罪（1983年）：藤森雪夫
- LOCATION（1984年）：五大
- 魔之時刻（1985年）：管理員
- 死了活該算了黨宣言（1985年）
- 人妻暴行公寓（1985年）：白石宏一
- 刑事物語4 黑潮之詩（1985年）
- 頑皮蘿莉塔 後方現身的處女（1986年）：玉二郎
- 在牢房裡從未記取教訓的我們（1987年）
- 綻放的女人（1987年）
- 妖怪小子（1987年）
- 母娘監禁．牝（1987年）：上野
- 無賴之女（1988年）：刑警
- 像貓一樣（1988年）：桑田
- Last Cabaret（1988年）
- 神秘的BABY（1988年）：大利根
- 黑雨（1989年）：金丸
- cf Girl（1989年）：浦田
- 丹波哲郎的大靈界2 讓人想不到的死亡！！（1990年）：男性替補
- 風船（1990年）：前川茂雄
- 遺產繼承（1990年）：不動產人員
- 完全裸露（1990年）：石清水鶴之助
- 無膚之夜（1991年）：大屋幹夫
- 那年夏天，寧靜的海（1991年）：田向
- 青春搖滾（1992年）：吉田工廠長
- 寒椿（1992年）：浜田
- 被私通的宗介（1992年）
- 如此蔚藍的天空（1993年）
- 釣魚迷日記Special（1994年）
- 愛情全壘打（1994年）
- 集團左遷（1994年）：赤倉志郎
- 復仇的帝王（1995年）：森下公介
- 再見日本（1995年）：番名勝敏
- 初會白鳥麗子！（1995年）：秋本光平
- 壽喜燒（1995年）：木村聰一
- 在帳篷裡相見（1995年）
- 美味大挑戰（1996年）：築地街上的店員
- 友子的場合（1996年）：電車夫婦
- HAPPY PEOPLE（1997年）：新居浜
- OL忠臣藏（1997年）：占卜師
- 鰻魚（1997年）：鄉誠太郎
- 陽炎3（1997年）：警官
- 二宮金次郎物語 僅要愛與情熱（1998年）：吳服店員
- SADA ─ 戲作．阿部定的生涯（1998年）：工匠模樣的男人
- 欲聽風吟（1998年）：真壁增雄
- 三毛貓福爾摩斯的推理（1998年）：計程車司機
- Looking For（1998年）：玩具店分店長
- 調皮三人組 怪盜X物語（1998年）：宅和老師
- BLOOD（1999年）：婦產科醫生
- 溺水的魚（2001年）：諸方部長
- 柔軟的臉頰（2001年）：淺沼
- 哥吉拉·摩斯拉·王者基多拉 大怪獸總攻擊（2001年）：司機
- Pika☆nchi 生活辛苦但愉快（2002年）
- 13階段（2003年）：室戶英塚
- 光腳小雞（2003年）：染川隆二
- 獨立少女紅蓮隊（2004年）
- Pile Driver（2005年）：藤森
- 戀骨 KOIBONE 劇場版（2005年）
- Bashment（2005年）
- 動搖（2006年）
- 22歲的離別 Lycoris 不見花葉的故事（2006年）
- 口紅將軍的凱旋（2009年）：市川
- 親愛的醫生（2009年）
- 惡人（2010年）：石橋美容院的客人
- JAZZ老爺們（2011年）：谷村巖
- 賽德克·巴萊（2011年）：鎌田彌彥
- HAYABUSA（2011年）：內之浦漁連會長佐川

### 演出的NHK影集及角色
- NHK大河劇系列：

勝海舟（1974年）：桑田
草燃（1979年）：盜賊
女太閤記（1981年）：蜂須賀又十郎
德川家康（1983年）：大久保新太郎
山河燃燒（1984年）：山田
獨眼龍政宗（1987年）：福島正則
春日局（1989年）：淺野幸長
太平記（1991年）：南重長
炎立（1993年）：鬼丸
毛利元就（1997年）：龜井秀綱
義經（2005年）：熊坂長範
- 阿信（1983年）：咖啡店的客人
- 宮本武藏（1984～1985年）：菰十郎
- 別在星期天（1993年）：前輩
- 天晴夜十郎（1996～1997年）：彌平
- 聖德太子（2001年）：大伴連囓
- North Point（2003年）：小幡
- 裁判員～島的法官奮鬥記（2007年）：大鄉信正

### 演出的日本電視台影集及角色
- 敬啟 母親大人（1977年）：加東
- 向太陽吶喊！（1985年）：計程車司機
- 長七郎江戶日記（1989年）：佐八
- 西遊記（1993年）：豬八戒
- 橫濱心中（1994年）：小松田勝
- 金田一少年之事件簿（1995年）：雨宮良造
- 熱絹（1998年）：拉扎利
- 戰國自衛隊（2006年）：島津義泓
- 火曜懸疑劇場系列：

淺見光彥Myserty 第1集「平家傳說殺人事件」（1987年）：刑警
檢事霧島三郎（1994～1999年）：桑原刑警
檢事霞夕子 第15集「不知悉」（2000年）：梅村警部補
取調室（2001年）：沼田秀夫

### 演出的TBS電視台影集及角色
- 野性的證明（1799年）：刑警
- 大岡越前系列

第11部第3集「藥袋裡的陷阱」（1990年）：紋三
- 第12部第23集「駕籠手遇見的真正犯人」（1992年）：權三
- Dear Woman（1996年）：赤塚所長
- 元旦特別節目‧松本清張原作「飛越天城」（1998年）
- Rendez Vous（1998年）：岩田賢吾
- 晴時多雲（1999年）：大山社長
- 繼續特別篇（1999年）：壁谷學副署長
- 美麗人生（2000年）
- QUIZ（200年）：市井沙俊刑警
- 超人力霸王馬克斯（2006年）：水上
- 第三代妻子！（2008年）：米田遼太郎
- 月曜黃金劇場系列：

十津川警部第40集（2008年）：蓮見孝輔
- 我的妹妹（2009年）：守海吾朗

### 演出的富士電視台影集及角色
- Lion妻子劇場‧春泥尼（1975年）
- 斬斷黑暗（1981年）：賣蛤蟆油的清六
- 松本清張作家活動40週年記念‧波之塔（1991年）
- 一個屋簷下（1993年）：深見社長
- 淘氣乖乖女（1993年）：高木
- 穿越時空的少女（1994年）：淺倉哲治
- 古畑任三郎（1995年）：護隆所長
- 100億之男（1996年）：渡邊太造
- 那就是答案！（1997年）：大沼長作
- 少年Tire（1997年）：長老
- 旗本退屈男（2001年）：兩國屋德右衛門
- 盤獄的一生（2002年）：久六
- 真珠夫人（2003年）：杉野直輔
- 顏（2003年）：佐藤勇三
- 劇團演技者（2004年）：五十嵐的上司
- 為愛向前衝：伊勢屋的主人
- 醫龍-Team Medical Dragon-（2006年）：田島由紀夫
- 敬啟、父親大人（2007年）：加納善吉
- 新世紀莎士比亞（2008年）：李爾王
- 金曜威望劇場系列：

醫療搜查官 財前一二三（2011年）：鹽山富一

### 演出的朝日電視台影集及角色
- 特搜最前線 第85集「死刑執行0秒前！」（1978年）
- 特搜最前線 第430集「昭和60年夏‧老刑警船村一平離職！」（1985年）
- 女搜查官 第18集「丈夫的職業是小偷」（1987年）
- 續‧三匹斬！（1989年）：松浪藏人
- Prison Hotel（1999年）：梶平太郎
- 圈套（2000年）：青木正吾
- 海灘美少年（2001年）：浜岡長一郎
- 草壁署迷宮課迷宮先生（2002年）：佐佐木龍三
- 京都地檢女（2003年）：佐久間淳
- 戀愛是戰爭（2003年）！：高盛光一
- 有錢真幸福（2003年）：西木田誠
- 忠臣藏（2004年）：大竹重兵衛
- 相棒（2004年）：美濃部耕作刑警
- 民俗學者八雲樹（2004年）]：小磯重昭
- 法醫女神探（2004年）：安藤達雄
- 刑事搜查線（2005年）：九十九仙一
- 日警視署捜査一課9系（2006年）：神崎吾輔
- 聖德太子的超改革（2007年）：隋煬帝
- 必殺仕事人2007（2007年）：藤左衛門
- 時效警察（2007年）：福田幸吉
- 那個男人是副署長（2008年）：黑川道念住持
- 謎（2008年）：土田昭吾朗
- 懸崖邊的繪里子（2010年）：相川源造
- 秘密（2010年）：直子的父親
- 土曜Wide劇場：

松本清張的事故（1982年）
混浴露天澡堂連續殺人（1986年）：川久保守
江戶川亂步的美女系列（1992～1994年）：波越警部
計程車司機的推理日記（1993年）：土上刑警
溫泉年輕妻子的殺人推理（1995年）：太田源治
作家小日向銳介的推理日記（1997年）：日比野刑警
牟田刑事官檔案（1998年）：山野巡查長
節慶律師‧澤田吾郎（2002年）：綁匪菊池
情熱律師‧巽志郎（2005年）：後藤刑警
X一女刑警 ONNA-DEKA 白色恐怖！（2005年）
溫泉（秘）大作戰（2006年）：佐野達也
女管轄～新宿西署‧刑事課強行犯罪因素（2007年）：篠崎貞雄刑警

### 演出的東京電視台影集及角色
- 大江戶搜查網 第528集「占卜者是殺戮信號」（1982年）
- 水曜懸疑劇場系列：

刑警吉永誠一‧淚的事件簿（2004年）：川崎拓司係長
搜查檢事‧近松茂道（2006年）：德丸刑警
食事道樂！出差料理人 龜崎源一（2006年）：大庭勝男組合長
信濃的可倫坡事件檔案（2007年）：外川茂
港町人情Nurse（2008年）：原口貴明
- 忠臣藏～決斷之時（2003年）：棟梁平兵衛
- 神名平四郎活人劍（2007年）：嘉助
- 溫泉殺手（2009年）：指壓師傅

### 影片配音
- IRIS（2010年）

### 動畫

#### 配音
- 三國演義（2010年）：董卓

#### 歌曲
- 小老鼠歷險記開頭曲（1975年）：

※以本名河原裕昌的名義演唱

### 電子遊戲配音
- 相棒DS（2009年）：天宮憲剛

### 廣播劇
- 迷途的兩人（2002年）：由NHK-FM播放

### 拍攝廣告的廠商
- 朝日啤酒
- 日本生命保險
- JR栃木
- 三洋電機
- 農林水產省

## 外部連結
河原佐武官方介紹網站